# Oasis (California)
Oasis è una comunità non incorporata nella Contea di Mono in California. Si trova nella Fish Lake Valley 20 miglia (32 km) est sudest di Mount Bancroft.
Oasis si trova sulla giunzione tra le statali California State Route 266 e California State Route 168.
Secondo il censimento del 2000 la popolazione era di 22 abitanti.